# Yannick Bokolo
Yannick Bokolo, né le 19 juin 1985 à Kinshasa (Zaïre), est un joueur français de basket-ball. Il évolue au poste de meneur avant de prendre sa retraite sportive au mois de juin 2019.

## Biographie
Né au Zaïre en 1985, Bokolo quitte le pays à l'âge de 3 ans pour la Yougoslavie et Belgrade. Puis à l'âge de 5 ans, il arrive en France, à Besançon. Yannick débute le sport à Sarreguemines en pratiquant de la lutte gréco-romaine, puis du football dans le club de son quartier Beausoleil. Bokolo découvre le basket dans le club de l’ASSO Sarreguemines. Il rejoint un peu plus tard le Centre fédéral (INSEP) où il côtoie la génération des Johan Petro, Terence Parker. Démarrant une bonne carrière internationale avec les équipes de France jeunes, il rejoint alors Le Mans, équipe avec laquelle il écrira ses premières lignes à son palmarès. Il se dévoile réellement aux yeux du monde avec une bonne entame du Mondial 2006. Après cinq années dans la Sarthe, Bokolo rejoint Gravelines Dunkerque en 2008.
Très rapidement, il s'impose dans le cinq majeur de l'équipe et peut s'appuyer sur de bonnes statistiques. Peu à peu, il mène Gravelines jusqu'au haut de l'affiche, remportant en 2011 la Semaine des As et étant élu MVP de la compétition. La saison suivante, autour de joueurs de qualité, Bokolo termine la saison régulière à la première place mais s'arrête au stade des quarts de finale lors des play-offs. Quelques mois plus tard, il décide d'activer sa clause de départ. Cependant, après un essai à Séville, il ne trouve pas preneur et décide de resigner un contrat de deux ans à Gravelines.
Lors de la saison 2013-2014, il ne participe qu'à 16 matchs sur 30 et manque la fin de saison à cause d'une blessure aux adducteurs. Gravelines-Dunkerque ne participe pas aux playoffs a lutté contre le maintien.
À la fin de cette saison, après six années dans le Nord, il est annoncé sur le départ et Limoges se montre intéressé.
Cependant, le 5 mai 2014, il décide de s'engager pour trois ans à Pau-Lacq-Orthez avec le « besoin de se mettre en danger ».
Le 16 mai 2014, il ne fait pas partie de la liste des vingt-quatre joueurs pré-sélectionnés pour la participation à la Coupe du monde 2014 en Espagne.
Malgré l'offre de prolongation de l'Élan béarnais, il annonce sa retraite sportive le 18 juin 2019 après 16 saisons et 550 matchs de première division.

## Clubs
- 1998-2000 :  Pôle espoir d'Alsace / ASE Strasbourg (Minime)
- 2000-2003 :  Centre fédéral (N1)
- 2003-2008 :  Le Mans Sarthe Basket (Pro A)
- 2008-2014 :  Basket Club Maritime Gravelines Dunkerque Grand Littoral (Pro A)
- 2014-2019 :  Élan béarnais Pau-Lacq-Orthez (Pro A)

## Palmarès

### Club
- Vainqueur de la Coupe de France : 2004
- Vainqueur de la Semaine des As : 2006, 2011
- Champion de France : 2006
- Vainqueur de la Disney Land Leaders Cup 2013 avec le BCM Gravelines Dunkerque

### Sélection nationale
- Championnat du monde masculin de basket-ball :
  - 5e du Championnat du monde de basket masculin 2006 au Japon
- Championnat d'Europe :
  - Participation au Championnat d'Europe des 20 ans et moins en 2005 en Russie
  - Participation au Championnat d'Europe des 18 ans et moins en 2002 en Allemagne
  - Participation au Championnat d'Europe des 16 ans et moins en 2001 en Lettonie
- Autres :
  - International français depuis 2001
  - International français A depuis le 6 août 2004 contre la Belgique

### Distinctions personnelles
- Participation au All Star Game Nationale 1 : 2003
- Participation au All Star Game : 2004[13], 2006[14], 2008[15]  et 2010[16]
- MVP de la Semaine des As : 2011[17]
- MVP du mois de novembre 2010 de Pro A[18]